# Gateway Arch
Gateway Arch i St. Louis, Missouri, USA, er et monument over USA's udvidelse mod vest efter præsident Thomas Jeffersons køb af Louisiana territoriet fra Napoleon i 1803. Monumentet er samtidigt byen St. Louis' vartegn, og repræsenterer også byens betegnelse "Porten til Vesten". Selve buen står på toppen af en knap 15 m høj kalkstensklint i "Jefferson National Expansion Memorial Park" ved bredden af Mississippi-floden, på det sted, hvor Pierre Laclede Liquest oprindeligt grundlagde den pelshandel og den bebyggelse, der senere udviklede sig til St. Louis.
"The Arch" er USA's højeste offentlige monument. Buen er ca. 192 m (630 fod) høj, og bygget af ståldragere, der udvendigt er beklædt med rustfrit stål, men i solskin ser den på afstand nærmest hvid ud. Monumentet blev opført i årene 1961-68 efter tegninger af den finsk-amerikanske arkitekt og kunstner Eero Saarinen, som havde tegnet det allerede i 1947. Prisen for opførelsen var $30 millioner.
Under The Arch findes blandt andet et Museum of Westward Expansion, og her er der blandt andet vist en mængde ting fra og om Lewis og Clark-ekspeditionen.
The Arch er hul, og der er adgang til toppen med en elevator. Denne består af otte små kabiner, hver med plads til fem mennesker. Disse kabiner er så koblet sammen og trækkes op i monumentet af kabler. Der er en sådan elevator i hvert af Archens "ben", men som regel er kun den ene i drift ad gangen. Selve turen op til toppen tager fire minutter og nedturen tager tre minutter.
Oppe i toppen af monumentet er der etableret nogle små udkigsvinduer, som giver en fantastisk udsigt over byen, men man skal læne sig frem, for at se ud af dem, og det kan give et indtryk af, at man falder. Det eneste virkeligt farlige er dog ind- og udstigningen af elevatoren, hvor dørene kun er 125 cm høje og karmene af metal.

## Billeder
- Gateway Arch er et meget fotograferet monument. Her set fra landsiden med Mississippi-floden og Ead's Bridge i baggrunden.
- Her er monumentet set fra floden. Pierre Lacledes handelsstation lå nogenlunde der, hvor buen i dag står.
- Også set nedefra er The Arch et imponerende syn.
- De små sorte firkanter i buens top, er de vinduer, som turister kan se ud af, når de er kørt op med elevatoren.
- Udsigten fra The Arch er imponerende. Her udsigten mod sydvest. Højhuset i baggrunden med rotunden øverst er St. Louis' FBI-hovedkvarter, "amfiteatret" i forgrunden er Busch Stadium, hvor St. Louis Cardinals spiller deres hjemmekampe i den bedste baseballrække i USA.
- Højhusene i indre by St. Louis, set fra The Arch. Den store hal til højre i billedet er Edward Jones Dome, hvor St. Louis Rams spiller amerikansk fodbold for op til 70.000 tilskuere.
- Lige neden for The Arch kan man se byens gamle domhus og parkanlægget omkring det.
- Ser man mod øst, kan man på en klar dag se langt ind i Illinois på den anden side af Mississippi-floden. Desværre er dette billede ikke taget en specielt klar dag.
- Billedet her er taget op langs buens ene ben, og man kan se de rustfri stålplader, som buens skelet er beklædt med.
- Selv om natten er The Arch et imponerende syn
- Et yndet fotomotiv i St. Louis er The Arch med byens gamle domhus i forgrunden.
- Her er The Arch set fra en af de smalle gader i den gamle bydel, Lacledes Landing.